# Plainfield (Vermont)
Pour les articles homonymes, voir Plainfield.
Plainfield est une municipalité (town) américaine de l'État du Vermont, située dans le comté de Washington. Lors du recensement de 2020, sa population s'élevait à 1 236 habitants.

## Géographie
La municipalité s'étend sur 54,5 km2 dans le centre du Vermont, à l'est de Montpelier. Le village homonyme qui se trouve dans l'angle nord est arrosé par la rivière Winooski et traversé par la route 2.
|                 | Marshfield |        |
| East Montpelier | Plainfield | Groton |
| Barre           |            | Orange |

## Histoire
Les pionniers s'installent dans la région dans les années 1790 et la municipalité est créée en 1867.

## Politique et administration
La municipalité est administrée par un conseil de trois membres élus (Selectboard) qui est responsable de la conduite générale des affaires locales. Il a pour fonctions de publier les règlements locaux, préparer le budget, superviser toutes les dépenses, gérer les employés municipaux et contrôler les bâtiments et les biens publics. Il est assisté de « justices de paix » élues et d'un administrateur (town clerk), réunis au sein du Conseil de l'autorité civile.

## Enseignement
La municipalité abrite l'un des trois campus du Goddard College.